# Андре Ган
Андре Ган (нім. André Hahn, нар. 13 серпня 1990, Оттерндорф) — німецький футболіст, півзахисник клубу «Аугсбург».

## Ігрова кар'єра
Народився 13 серпня 1990 року в місті Оттерндорф. Вихованець футбольної школи клубу «Бремергавен».
У дорослому футболі дебютував 2008 року виступами за команду клубу «Гамбург II», в якій провів два сезони, взявши участь у 37 матчах чемпіонату. 
Своєю грою за цю команду привернув увагу представників тренерського штабу нижчолігового «Обернойланда», до складу якого приєднався 2010 року. Відіграв за бременський клуб наступний сезон своєї ігрової кар'єри. Забив 8 голів у 15 іграх першості.
Протягом 2011—2011 років захищав кольори команди клубу «Кобленц».
2011 року уклав контракт з клубом «Кікерс» (Оффенбах), у складі якого провів наступні два роки своєї кар'єри гравця.  Більшість часу, проведеного у складі «Кікерс», був основним гравцем команди.
До складу «Аугсбурга» приєднався 2013 року. Відтоді встиг відіграти за аугсбурзький клуб 31 матч в національному чемпіонаті.

## Національна збірна
Попри відсутність досвіду виступів на рівні юнацьких/молодіжних збірних півзахисник «Аугсбурга» у березні 2014 року був викликаний до лав національної збірної Німеччини.